# Karl August Hindrey

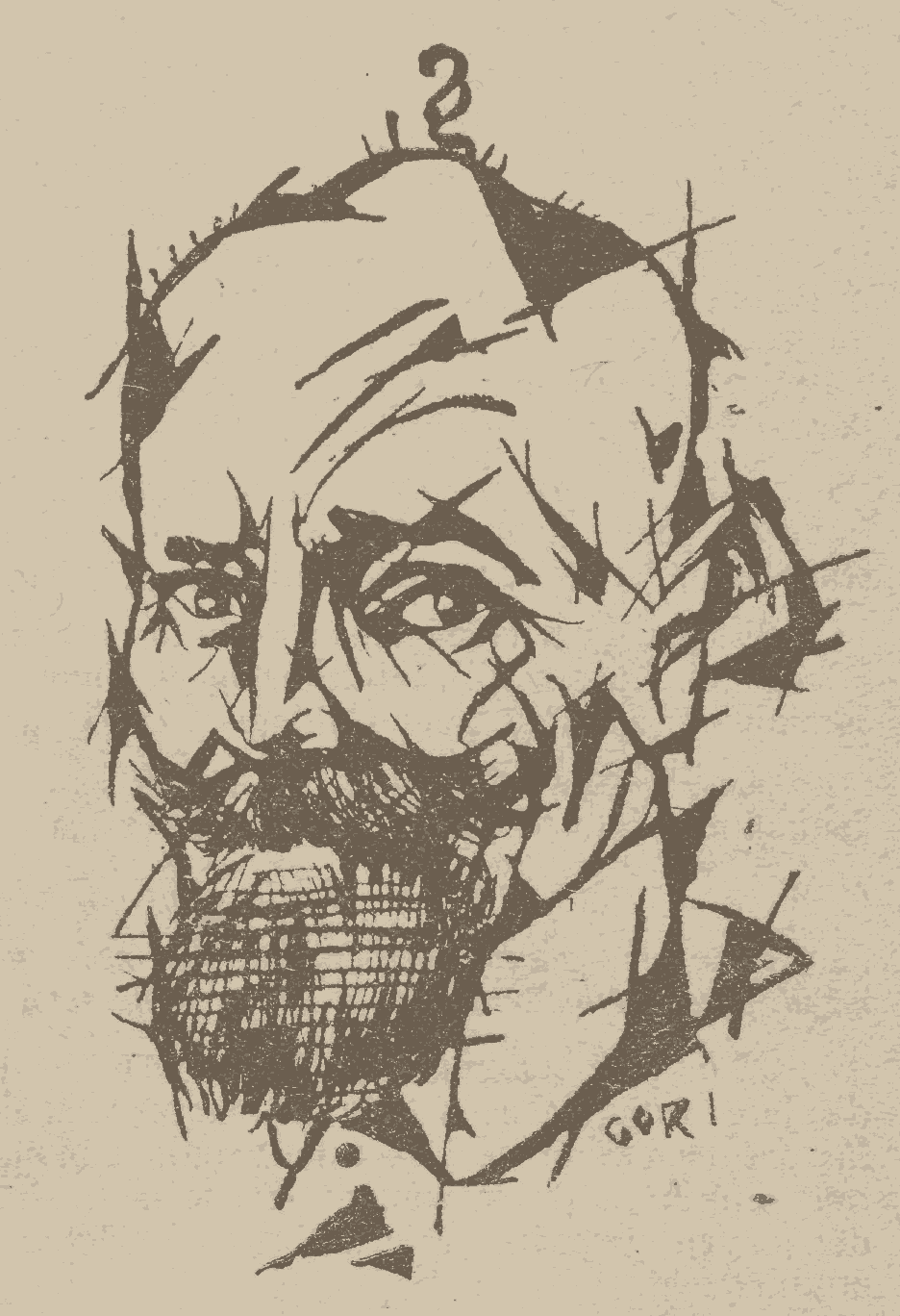
Karl August Hindrey

Karl August Hindrey (15 de agosto de 1875, Condado de Viljandi - 9 de janeiro de 1947) foi um escritor, jornalista e cartunista estoniano. Ele é conhecido principalmente pelos seus contos psicológicos e romances históricos . Ele também é considerado o fundador da banda desenhada da Estónia.
A partir de 1904 trabalhou na redacção dos jornais Postimees e Päevaleht. Ele usou o pseudónimo Hoia Ronk quando fez contribuições para os dois jornais mencionados anteriormente. Ele também criou duas revistas satíricas: Sädemed e Kratt.
Durante a Segunda Guerra Mundial as suas actividades foram anti-soviéticas. Ele também foi um dos Irmãos da Floresta.
Ele morreu em 1947 e está enterrado no cemitério de Metsakalmistu.

## Obras
- 1906: banda desenhada "Piripilli-Liisu"
- 1918: banda desenhada "Lõhkiläinud Kolumats"
- 1929: memórias "Minu elukroonika"
- 1937: romance "Sigtuna häving"